# Aequidens
Az Aequidens a sügéralakúak rendjébe és a bölcsőszájúhal-félék (Cichlidae) családjába tartozó egyik halnem.

## Rendszerezés
A nembe az alábbi fajok tartoznak:
- Aequidens biseriatus
- Aequidens chimantanus
- Aequidens coeruleopunctatus
- Aequidens diadema
- Aequidens epae
- Aequidens gerciliae
- Aequidens hoehnei
- Aequidens latifrons
- Aequidens mauesanus
- Aequidens metae
- Aequidens michaeli
- Aequidens pallidus
- Aequidens paloemeuensis
- Aequidens patricki
- Aequidens plagiozonatus
- Aequidens potaroensis
- Aequidens rondoni
- Aequidens sapayensis
- Aequidens tetramerus
- Aequidens tubicen
- Aequidens viridis